# Duguetia rionegrensis
Duguetia rionegrensis este o specie de plante angiosperme din genul Duguetia, familia Annonaceae, descrisă de Zuilen și Paulus Johannes Maria Maas. Conform Catalogue of Life specia Duguetia rionegrensis nu are subspecii cunoscute.